# Lijst van schouten van Krommenie
Dit is een lijst van schouten van de voormalige Nederlandse gemeente Krommenie in de provincie Noord-Holland. Tot in het begin van de 17de eeuw maakte het met Westzaan een schoutambt uit.
| Ambtsperiode | Naam Schout                 | Bijzonderheden                          |
| ------------ | --------------------------- | --------------------------------------- |
| 1372 - 1377  | Nanne Jansz.                |                                         |
| 1378         | Godschalk van Brakel        |                                         |
| 1378-1379    | Nanne Jansz.                |                                         |
| 1381-1382    | Pieter van Zaanden          |                                         |
| 1385         | Nikolaas Jansz.             |                                         |
| 1387-1390    | Willem Pietersz.            |                                         |
| 1395-1396    | Jakob Walichsz.             |                                         |
| 1397         | Hendrik Jansz. van Adrichem |                                         |
| 1425         | Pieter Willemsz.            | Schout van Westzaan en Krommenie        |
|              | Jacob van Assendelft        | Schout van Westzaan en Krommenie        |
| 1706         | Josua Gekeer                | Schout van Krommenie                    |
| 1795 - 1812  | Jacobus (J.) Alberti        | Schout/maire/burgemeester van Krommenie |